# Mpundu 1
Pour les articles homonymes, voir Mpundu.
Mpundu 1 ou Mpundu 1 Camp ou Mpundu Beach Camp est une localité du Cameroun, située dans l'arrondissement de Muyuka, le département du Fako et la région du Sud-Ouest.

## Population
En 1953, la population était de 230 habitants. En 1967, Mpundu 1 comptait 332 habitants. Lors du recensement de 2005, on a dénombré 324 habitants.